# Reviens et prends-moi
Pour plus de détails, voir Fiche technique et Distribution.
Reviens et prends-moi est un film français réalisé par Françoise Prenant et sorti en 2005.

## Fiche technique
- Titre : Reviens et prends-moi
- Réalisation : Françoise Prenant
- Scénario : Franssou Prenant et Constantin Cavafy (poème)
- Photographie : Franssou Prenant
- Son : Marion Chanon et Myriam René
- Montage : Isabelle Ouzounian
- Production : Les Films du saut du tigre
- Pays d'origine :  France
- Durée : 14 minutes
- Date de sortie : France - 10 avril 2005[1]

## Distribution
- Philippe Krootchey

## Sélection
- Festival Côté court de Pantin 2005